# Yusufça, Gölhisar
Yusufça là một thị trấn thuộc huyện Gölhisar, tỉnh Burdur, Thổ Nhĩ Kỳ. Dân số thời điểm năm 2010 là 1.769 người.